# Levélbomba

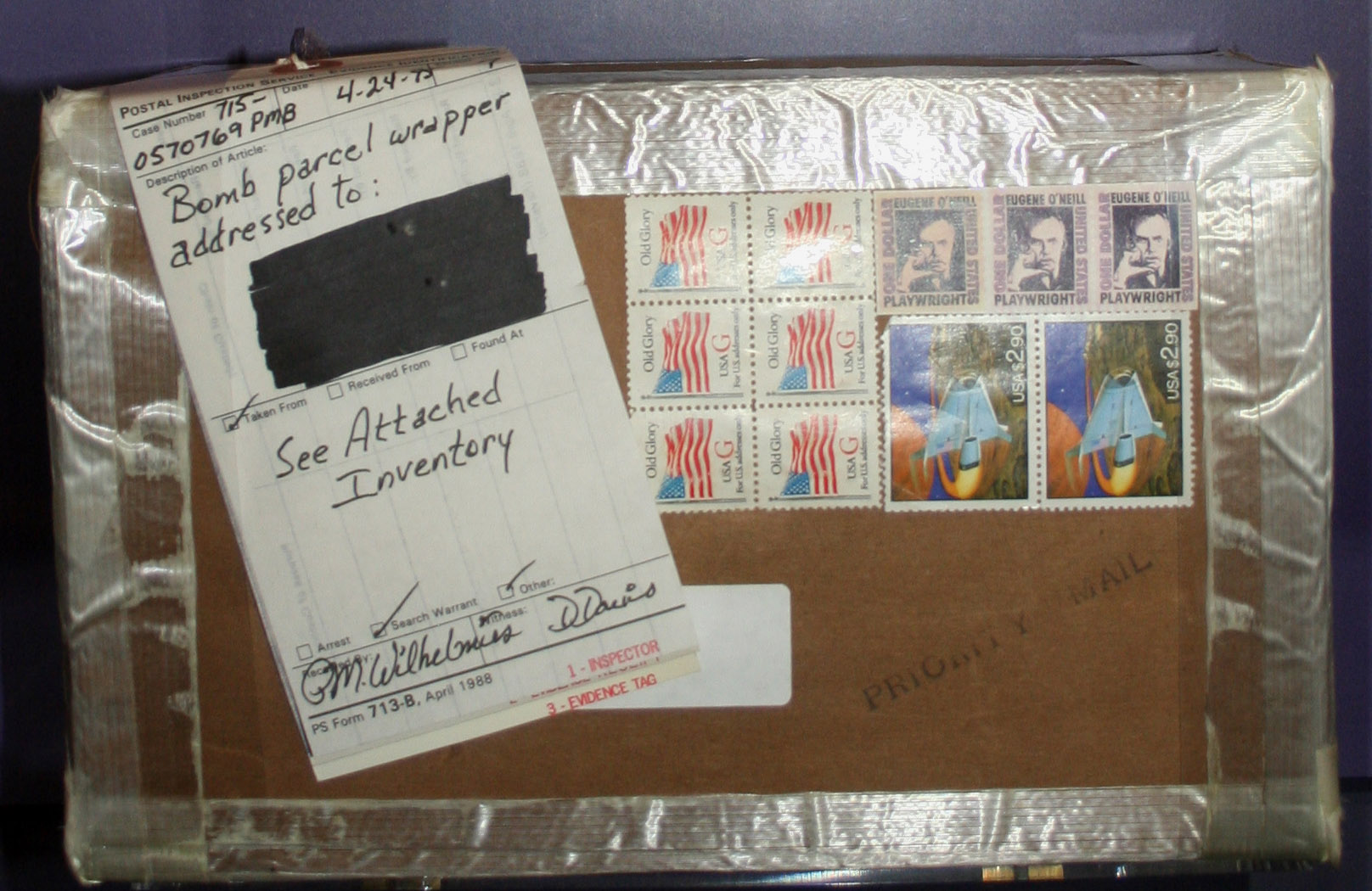
Levélbomba a Nemzeti Postamúzeumban (USA)

A levélbomba egy olyan robbanókészülék, amit postai levélben küldenek célba, és a küldeményt felnyitó személy megsebesítése, megölése a célja. Különböző terrorista támadásokban használják őket feladóik, köztük a legismertebb Unabomberrel. Egyes országokban külön szervezetek vannak a levélbombák felfedezésére és a velük kapcsolatos nyomozásokra.
Feltehetőleg levélbombákat legalább a posta és a puskapor felfedezése óta használnak, de csak 1764-ből származik az első bizonyíték (Lásd példák).

## Felépítés
A levélbombák a levél kinyitásakor általában azonnal felrobbannak a felbontó megölése, vagy súlyos megsebesítése céljából. A módszer általában nem tudja garantálni, hogy a levelet valóban a célszemély nyissa is ki. A levélbombákat általában túlbélyegzik, mert a robbantó többnyire nem akar a postai alkalmazottakkal kapcsolatban lépni, vagy azt kockáztatni, hogy esetleg a levél visszakerül hozzá a teljesen kifizetett postai díj hiányában. A levélbombák gyakran kemény tapintásúak és aszimmetrikus alakúak. Olaj- és zsírfoltok is gyakori figyelmeztető jelek.

## Példák
- A világ egyik első levélbombáját Bolle Willum Luxdorph, 18. századi dán hivatalnok és történész naplója említi meg. Naplóbejegyzései javarészt kora híreit kommentálják tömör és világos formában. Az 1764 január 19-i bejegyzésben ezt írja: A Børglum apátságban tartózkodó Poulsen tizedesnek egy dobozt küldtek. Amikor felnyitotta, puskaport talált benne, amit egy szerkezet begyújtott, nagyon súlyosan megsérült..
- A svéd Martin Ekenberg 1904 augusztus 20-án levélbombát használt Karl Fredrik Lundin cégvezető ellen Stockholmban. Egy golyókkal és robbanóanyaggal teletömött dobozból állt.
- Theodore Kaczynski, az "Unabomber", három embert megölt és 23-at megsebesített a kései 70-es és a korai 90-es évek között az USA-ban.
- Az osztrák Franz Fuchs négy embert megölt és 15-öt megsebesített a 90-es évek közepén levélbombákkal.
- Björk énekesnek egy Ricardo López nevű rasszista rajongója küldött robbanóanyaggal és sósavval megtöltött levélbombát 1996-ban, mert a férfi nem bírta elviselni, hogy Björknek színes bőrű barátja van. A bomba végül nem robbant fel, mert a londoni rendőrség sikeresen elkapta.
- 2007 februárjában egy levélbomba-sorozat 9 embert sebesített meg Angliában, noha egyiküket sem súlyosan.
- Szintén 2007 januárjában és februárjában küldtek számos bombát az USA-ban különböző pénzügyi cégeknek. A feltételezett elkövetőt áprilisban letartóztatták.

## Külső hivatkozások
- USA Posta Vizsgáló Szolgálat - Levélbombák (angol)